# Shapeshifter (film)
Pour les articles homonymes, voir Shapeshifter.
Pour plus de détails, voir Fiche technique et Distribution.
Shapeshifter est un film d'horreur de 2005 avec des éléments surnaturels, créé par le groupe de cinéma indépendant The Asylum. Il a été réalisé par Gregory Lemkin, qui a également co-écrit le film.

## Synopsis
Les détenus et les gardiens d’une prison à sécurité maximale sont pris au piège lorsqu’ils deviennent la proie d’une bête qui se nourrit de chair humaine. Comme le pouvoir de la créature se multiplie à chaque mise à mort, leur seule chance de survie est de découvrir l’ancien mystère qui détient le pouvoir du métamorphe.

## Sortie
The Asylum Home Entertainment a sorti Shapeshifter en DVD le 29 novembre 2005.

## Distribution
- Jennifer Lee Wiggins : Ginny Lydon
- Ocean Marciano : Tyrese
- Chris Facey : Riggs
- Vaz Andreas : Velku
- Marat Glazer : Marcoux
- Thomas Downey : Le Métamorphe
- Joel Ezra Hebner : Le Métamorphe
- A.J. Hammond : Mohammad
- Steven Glinn : Jimmy
- Byron Washington : Leonard
- Charles Schneider : Le Père
- Louis Mendoza : Eddie
- Bobby James : Le directeur
- Brian J. Garland : Andrews
- Elliot Ruiz : Pedro
- John Nelson : Big Sam
- Martin Hristov : Andrei
- Jim Polivka : Iosif
- Ava Bellamy : Sasha
- Leigh Scott : Harry Ellis - Executive
- Stephen A.F. Day : Proxénète russe[2]

## Réception critique
Jon Condit, de Dread Central (en), a fait une critique du film, lui attribuant une note d’un sur cinq. Dans sa critique, Condit a déploré le manque d’originalité du film, la faiblesse des personnages et la lenteur du rythme, décrivant « un monstre démoniaque complètement terne dans un film de prison presque complètement dépourvu d’énergie ou d’imagination ».
Shapeshifter a obtenu un score d’audience de 20% sur Rotten Tomatoes.